# Peder Skram (Schiff, 1908)
Das dänische Küstenpanzerschiff Peder Skram entstand als drittes Schiff der drei sehr ähnlichen Schiffe der Herluf-Trolle-Klasse. Mit den drei Schiffen hatte die Marine die seit Jahren geforderte homogene Verteidigungsflotte.
Die offizielle Bezeichnung des Schiffes lautete anfangs „pansret kystforsvarsskib“ (gepanzertes Küstenverteidigungsschiff), ab 1912 nur „kystforsvarsskib“, ab 1922 „orlogsskib“ (Kriegsschiff) und ab 1932 „artilleriskib“.
Ab 1936 war die Peder Skram das einzige verbliebene Küstenpanzerschiff, da die nach dem Ersten Weltkrieg ausgelieferte Niels Juel keine schweren Waffen mehr erhalten hatte. Am 29. August 1943 versenkte die Besatzung das Schiff im Kriegshafen Holmen von Kopenhagen selbst, um der Übernahme durch die Deutschen zu entgehen. Diese hoben das Schiff und schleppten es nach Kiel, um es als stationäres Schulschiff Adler zu nutzen.

## Baugeschichte

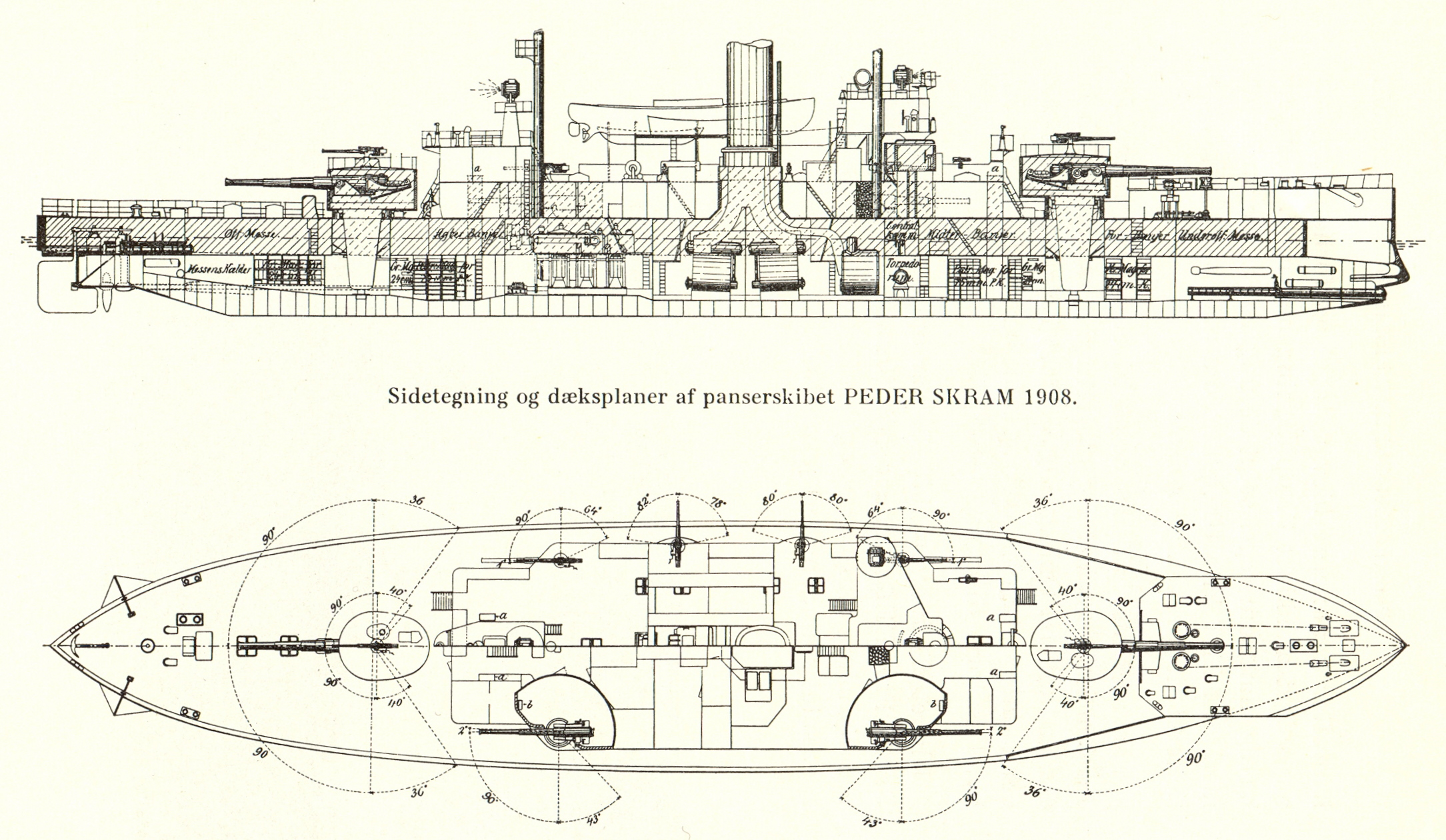
Plan der Peder Skram

Die Peder Skram war mit dem modernsten Panzerstahl der Firma Krupp gepanzert. Ihre 24-cm-Geschütze wurden von der schwedischen Firma Bofors geliefert und hatten eine verbesserte Reichweite von 15.200 m gegenüber den Geschützen der gleichen Firma für die Olfert Fischer, die nur 13.700 m erreichten. Auch erhöhte sich die Feuergeschwindigkeit von 1,8 auf 3 Schuss pro Minute. Die ebenfalls von Bofors gelieferten längeren 15-cm-Geschütze hatten eine von 10.400 m auf 14.300 m erhöhte Reichweite und eine verbesserte Feuergeschwindigkeit von 7 Schuss pro Minute.
Die als BauNr. 99 auf der Staatswerft in Kopenhagen gebaute Peder Skram lief am 2. Mai 1908 als drittes Panzerschiff der Herluf-Trolle-Klasse vom Stapel. Das Schiff wurde benannt nach dem dänischen Adligen und Admiral Peder Skram († 1581). Dessen Namen hatte zuvor eine Panzerfregatte von 3373 t geführt, die von 1866 bis 1885 zur Flotte gehörte.

## Einsatzgeschichte
Die Peder Skram machte noch 1908 erste Probefahrten im Skagerrak und wurde Ende des Jahres in die Flotte eingegliedert. Im Mai 1912 begleitete sie die Königsyacht Dannebrog, die den Leichnam des in Hamburg verstorbenen Königs Friedrich VIII. von Travemünde nach Kopenhagen überführte. Das neue Küstenpanzerschiff blieb bis 1913 im Sommer und im Winter durchgehend im Dienst. Ende 1913 reduzierte sie die Besatzung und wurde Stammschiff der Reserve. Am 15. April 1914 wurde sie für das Übungsgeschwader aktiviert und am 1. August Flaggschiff des 1. Geschwaders, das den Öresund bewachte.
Während des Ersten Weltkrieges war Peder Skram mit ihren beiden Schwestern das Rückgrat der Überwachung der dänischen Minenfelder und der Wahrung der dänischen Neutralität. Sie wechselten während der bis zum 12. Dezember 1918 andauernden Dienstzeit zwischen dem 1. Geschwader am Öresund und dem 2. Geschwader, das den großen Belt bewachte.

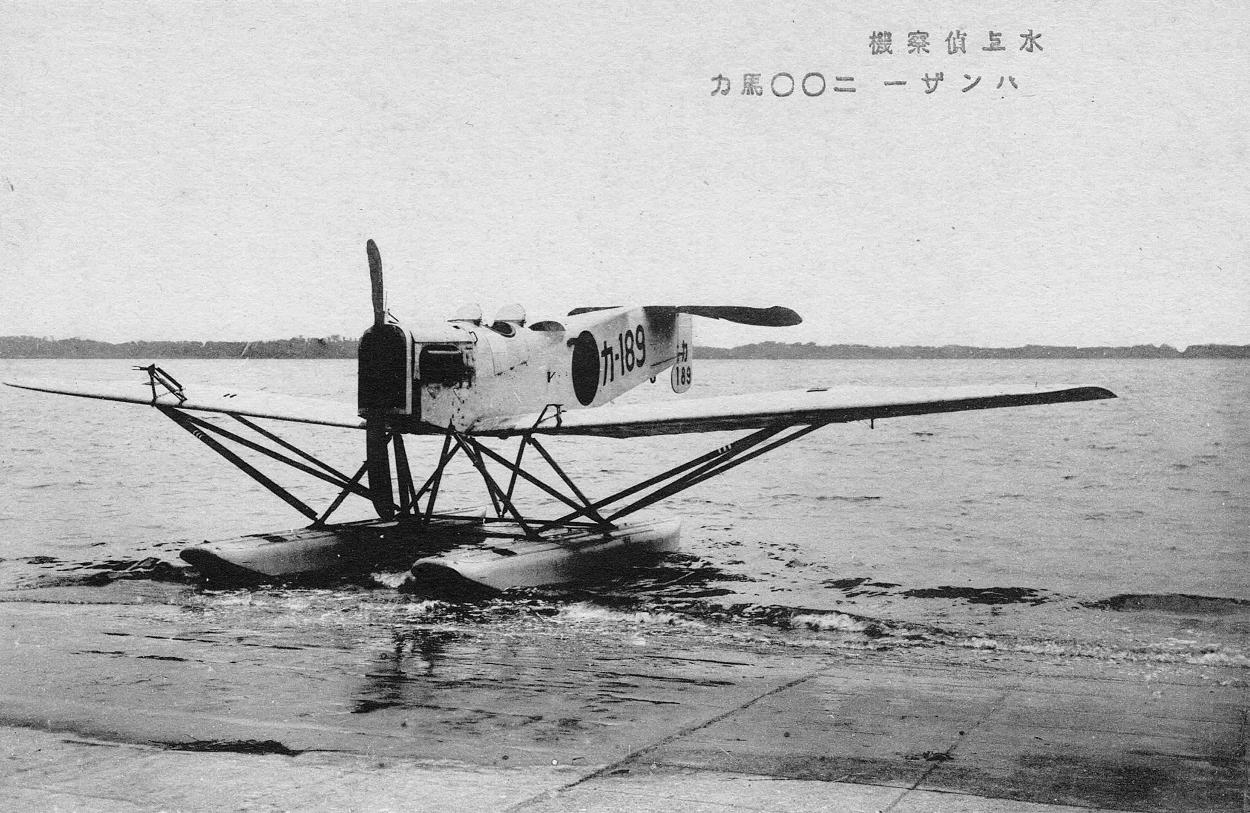
Japanische W.29, wie HM-1

1919 wurde die Peder Skram aufgelegt. 1920 wurde sie als Kommandoschiff für U-Boot- und Torpedoboot-Divisionen wieder aktiviert und machte in dieser Funktion Reisen nach Südjütland (Nordschleswig) und Göteborg. Im August 1921 verlegte das Schiff in die Køgebucht, wo es als stationäres Schulschiff diente. Sie führte zusammen mit der Olfert Fischer Versuche mit HM-1-Seeflugzeugen durch. Vom Typ Hansa-Brandenburg W.29 waren 15 Maschinen in Lizenz gebaut worden. 1922 wurde sie Ausbildungsschiff für Seekadetten. 1929 übte sie mit Reservisten besetzt, gemeinsam mit der Niels Juel, welche die Aufgabe als Schulschiff übernahm. 1932 wurde die Peder Skram Kasernenschiff für Marinebewerber. 1934 wurde sie für ein Manöver aktiviert und im Mai 1935 begleitete sie die königliche Yacht Dannebrog nach Stockholm. Das in den Jahren zwischen den Weltkriegen wenig genutzte Schiff befand sich 1939 in gutem Zustand. Es lief mit 15,9 Knoten fast gleich schnell wie bei der Indienststellung und hatte moderne Flugabwehrwaffen erhalten. Angesichts der Spannungen in Europa übte es als das letzte verbliebene Küstenpanzerschiff von Mai bis zum 8. Juli 1939 zusammen mit der Niels Juel.

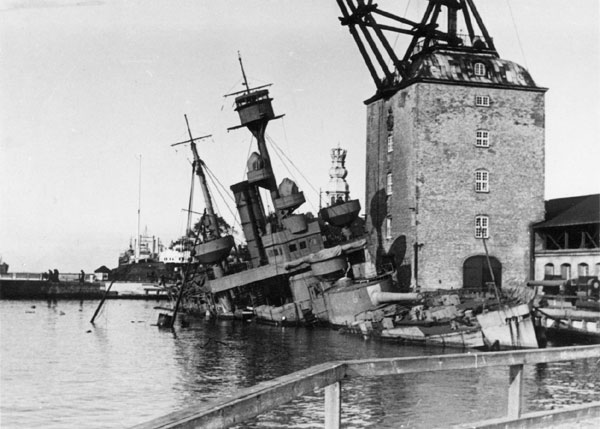
Die in Holmen versenkte Peder Skram

Am 1. September 1939 versammelte sich das dänische Sicherungsgeschwader in Århus
Am 9. April 1940 war die Peder Skram in Frederikshavn fast an der Nordspitze Jütlands auf der Ostseite und sah vom deutschen Überfall auf Dänemark und Norwegen nichts. Der dortige Kriegshafen gehörte nicht zu den ersten Zielen der Deutschen. Vom 13. April 1940 bis zum 11. Juni 1941 verblieb das Küstenpanzerschiff aufgelegt in Horsens und verlegte dann zum Kriegshafen Holmen von Kopenhagen. Es blieb dort 1942 aufgelegt, wurde aber als Kommandostelle der Sicherungskräfte verwandt. Am 29. August 1943 versenkte die Besatzung der Peder Skram das Schiff befehlsgemäß am Liegeplatz. Weit über 20 Schiffe und Boote der dänischen Marine versenkten sich in der dänischen Marinebasis.

## Einsatz durch die Kriegsmarine und Ende
Das eingedrungene Seewasser machte die Maschinenanlage unbrauchbar. Die Deutschen hoben jedoch das Schiff und schleppten es nach Kiel, um es als schwimmende Flakbatterie und stationäres Artillerieschulschiff Adler einzusetzen. Kurz vor dem Kriegsende sank die ehemalige Peder Skram im April 1945 vor Friedrichsort nach einem alliierten Luftangriff.
Nach dem Kriegsende wurde die Peder Skram erneut gehoben und noch im September 1945 nach Kopenhagen überführt. 1949 wurde das Wrack endgültig verschrottet. Beim Abbruch wurde ein Panzerturm abgenommen und der Versuchsstation Risø für Versuche mit radioaktivem Material überlassen.

## Die dänischen Küstenpanzerschiffe
| Name           | Stapellauf         | Verdrängung | Geschwindigkeit | Hauptbewaffnung  |
| -------------- | ------------------ | ----------- | --------------- | ---------------- |
| Tordenskjold   | 30. September 1880 | 2.534 t     | 13,3 kn         | 1 × 35,5 cm L/25 |
| Iver Hvitfeldt | 14. April 1886     | 3.478 t     | 15,1 kn         | 2 × 26 cm L/35   |
| Skjold         | 8. Mai 1896        | 2.195 t     | 13,4 kn         | 1 × 24 cm L/40   |
| Herluf Trolle  | 2. September 1899  | 3.505 t     | 15,6 kn         | 2 × 24 cm L/40   |
| Olfert Fischer | 9. Mai 1903        | 3.650 t     | 15,8 kn         | 2 × 24 cm L/43   |
| Peder Skram    | 2. Mai 1908        | 3.735 t     | 16,0 kn         | 2 × 24 cm L/43   |

## Erneute Verwendung des NamensPeder Skram

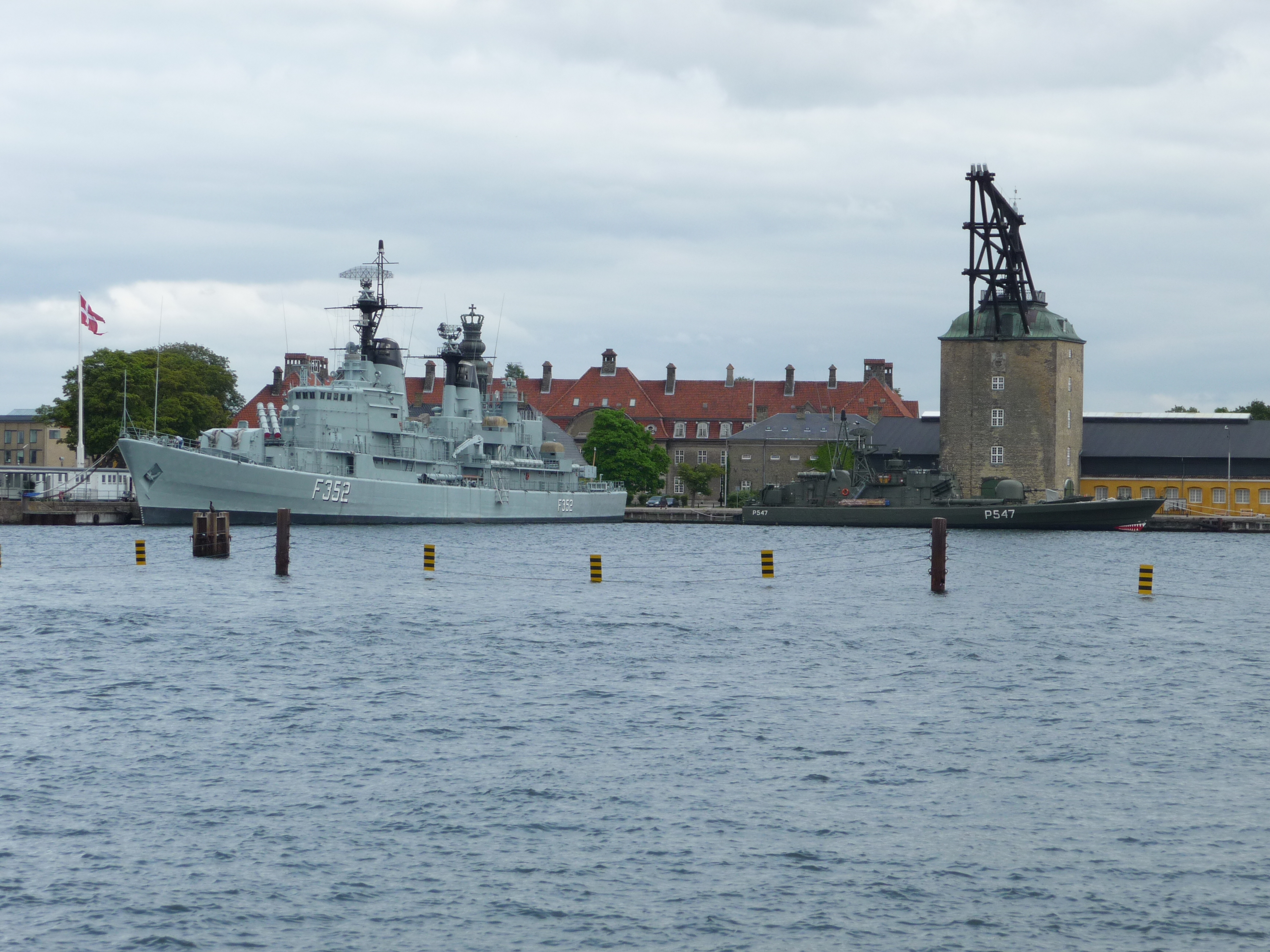
Das Museumsschiff Peder Skram und der historische Kran, unter dem die Namensvorgängerin versenkt wurde

1966 bis 1990 hatte die dänische Marine die Fregatte Peder Skram von 2371 t im Dienst. Sie ist als Museumsschiff in der Marinestation Holmen in Kopenhagen erhalten. Sie war das Typschiff ihrer Klasse und ihr einziges Schwesterschiff führte den Namen Herluf Trolle.